# 劇団朋友
劇団朋友（げきだんほうゆう）は日本の劇団。正式名称は有限会社劇団朋友。代表取締役は夏川正一。劇団代表は小島敏彦。日本芸能マネージメント事業者協会会員。

## 沿革
- 1954年に劇団俳優座演劇研究所付属俳優養成所二期生･三期生の卒業生が前身である「劇団新人会」を結成した。劇団仲間、劇団青年座、劇団三期会（現・東京演劇アンサンブル）と並ぶ俳優座スタジオ劇団の一つであった。
- 1960年に小沢昭一ら劇団俳優小劇場に分裂。
- 1968年、マスコミ部門が独立し、有限会社六芸社が設立[1]。
- 1969年6月26日に看板女優団員の渡辺美佐子が劇団内での対立の激化を理由に退団[2]。6月30日には中堅・若手団員10人が突如一斉に退団した為、翌7月3日に「劇団新人会」は解散[2]。
- 翌1970年3月に長山藍子、山本學、前田昌明ら第二次「劇団新人会」を結成し、前田が代表となる。旗揚げ公演は『若い座標 教科書訴訟をめぐって 』[3]
- 1994年11月に「劇団朋友」に変更[4]。代表が小島敏彦となる[4]。前田昌明は劇団新人会を新たに発足させ、朋友とは別に活動している[4]。
- 2009年に映画放送部を設立。

## 所属俳優

### 男性
- 横井徹
- 小島敏彦
- 小山内一雄
- 石川惠彩

- 本田玲央
- 小泉真義
- 野田裕
- 村上和彌
- 篠原爽太
- 仲井聖士

### 女性
- 益海愛子
- まきのかずこ
- 水野千夏
- 今本洋子
- 黒田玲子
- 平塚美穂
- 照井麻未
- 岸ゆりえ
- 武藤麗子
- 敦澤穂奈美

- 長町美幸
- 老川礼菜
- 鈴木千晶
- 井坂妙
- 大山聖乃
- 可兒梓
- 桜坂香澄
- 椿いづみ

### 映画放送部所属女性
- 山口夏穂
- 浦田みちこ
- 神澤知子

- 奈良美希
- 鳴瀬貴子